# Yoshitsugu Saitō
Yoshitsugu Saitō (jap. 斎藤 義次 Saitō Yoshitsugu; ur. 2 listopada 1890 w prefekturze Miyagi, zm. 7 lub 10 lipca  1944 na Saipanie) – generał porucznik Cesarskiej Armii Japońskiej.

## Życiorys
Pochodził z prefektury Miyagi. Studiował w tokijskiej Akademii Cesarskiej Armii Japońskiej, którą ukończył w 1912 r. jako podporucznik kawalerii. W 1924 ukończył Akademię Sztabu Generalnego i od tego czasu służył w różnych regimentach kawalerii awansując regularnie na kolejne stopnie wojskowe. Jego kariera wojskowa nie wyróżniała się niczym szczególnym.
W 1938 r. został szefem sztabu 5. Dywizji CAJ, co wiązało się z awansem na stopień generała brygady, a rok później – szefem operacyjnym kawalerii Armii Kwantuńskiej. Stopień generała porucznika otrzymał w 1942 r.
W kwietniu 1944 r. został mianowany dowódcą 43. Dywizji CAJ, która właśnie była przerzucana transportami na Saipan. Wobec tego, że Japonia nie panowała już nad własnymi liniami żeglugowymi, dywizja poniosła ogromne straty wraz z zatapianymi przez amerykańskie okręty podwodne transportowcami. Objął dowodzenie nad wszystkimi wojskami japońskimi na Saipanie, chociaż nie miał potrzebnego doświadczenia bojowego i nie był nawet najstarszym stopniem oficerem na wyspie, gdzie miał swą kwaterę admirał Chūichi Nagumo, dowódca Floty Środkowego Pacyfiku; Saitō konsultował z nim ważniejsze posunięcia.
Bitwa o Saipan rozpoczęła się 15 czerwca 1944. Bez możliwości otrzymania posiłków czy zaopatrzenia sytuacja obrońców była od początku beznadziejna, ale Saitō zamierzał walczyć do ostatniego żołnierza, wiedział bowiem, że upadek Marianów sprawi, iż macierzyste wyspy Japonii znajdą się w zasięgu ciężkich bombowców amerykańskich. Japończycy wykorzystywali liczne jaskinie wulkanicznej wyspy, skutecznie opóźniając postępy nieprzyjaciela, kryjąc się w nich za dnia i atakując nocami. Amerykanie wkrótce nauczyli się neutralizować jaskinie – atakowały je zespoły żołnierzy uzbrojonych w miotacze ognia, wspomagane przez artylerię i karabiny maszynowe. 7 lipca Japończycy nie mieli się już dokąd cofać . Mimo sprzeciwu Nagumo, Saitō postanowił dokonać ostatecznego, samobójczego ataku. Pytany, jaki los czeka pozostałych na wyspie cywilów, powiedział: „Teraz nie ma już żadnej różnicy między żołnierzami a cywilami. Byłoby lepiej dla nich, gdyby przyłączyli się do ataku, walcząc nawet bambusowymi dzidami, niż gdyby mieli wpaść w ręce wroga”. 
Seiko był chory i zbyt słaby, by poprowadzić atak osobiście. 7 lipca nad ranem, przed jego rozpoczęciem, popełnił seppuku w jaskini, w której przebywał. Jego adiutant dobił go strzałem w głowę. 
Wg innej wersji stało się to 10 lipca o świcie, następnego dnia po ogłoszeniu przez admirała Richmonda Turnera, że Saipan został zajęty i oczyszczony z Japończyków .